# لوكاس موجفيتشيوس
لوكاس موجفيتشيوس مواليد 7 ديسمبر 1994 في فيلنيوس، هو لاعب كرة مضرب ليتواني يلعب باليد اليمنى. أعلى تصنيف له في الفردي كان المركز الـ 663 في سنة 2014. أعلى تصنيف له في الزوجي كان المركز الـ 410 في سنة 2014.

## روابط خارجية
- لوكاس موجفيتشيوس على موقع رابطة محترفي التنس (الإنجليزية)
- لوكاس موجفيتشيوس على موقع الاتحاد الدولي لكرة المضرب (الإنجليزية)
- لوكاس موجفيتشيوس على موقع كأس ديفيز (الإنجليزية)
- لوكاس موجفيتشيوس على موقع خلاصة التنس.كوم (الإنجليزية)